# عمرو حسين
عمرو حسين هو كاتب وروائي وقاص مصري ولد في السابع عشر من نوفمبر عام 1976 بمحافظة القاهرة بمصر، وتخرج من قسم هندسة الاتصالات بكلية هندسة جامعة القاهرة، وحصل على ماجستير إدارة الأعمال من جامعة ماسترخت الهولندية، ويعمل حاليًا مديرًا لمشروعات تكنولوجيا المعلومات بإحدى شركات إنتاج النفط. انتقل عمرو حسين بحكم عمله للعيش ما بين عدد من المدن العربية مثل العاصمة الليبية طرابلس، ومدينة دبي بالإمارات العربية المتحدة.
تنوعت مؤلفات عمرو حسين ما بين الخيال، والرومانسية، والأدب الساخر، وكتب أولى رواياته الطويلة في عام 2012 وهي رواية الرهان، كما ألف فيلما كوميديًا بعنوان «أنا مالبلد دى»، ويواظب حاليًا على كتابة مقال أسبوعي بموقع الجريدة الإلكتروني.

## مؤلفاته
- الرهان (رواية): صدرت عام 2013 عن دار الرواق للنشر والتوزيع.[4]
- تاهيتي (رواية): صدرت عام 2017 عن الدار المصرية اللبنانية.[5][6]

- الديناصور (رواية): صدرت عام 2021 عن دار دوّن للنشر والتوزيع.[7]